# Eunotus hofferi
Eunotus hofferi är en stekelart som beskrevs av Boucek 1972. Eunotus hofferi ingår i släktet Eunotus och familjen puppglanssteklar.
Artens utbredningsområde är:
- Tjeckien.
- Slovakien.

Inga underarter finns listade i Catalogue of Life.